# Aldo Tomassini
Aldo Tomassini Barbarossa (Macerata, 24 marzo 1912 – Roma, 6 maggio 1991) è stato uno scenografo italiano. Quarto e penultimo figlio di Claudio Tomassini Barbarossa e Margherita Trovatelli

## Carriera
Aldo Tomassini Barbarossa ha cominciato la sua carriera di scenografo poco dopo la Seconda Guerra mondiale. Ha vinto il Nastro d'argento alla migliore scenografia per il suo capolavoro La bellezza del diavolo (La beauté du diable) (1950), un film francese in bianco e nero di genere drammatico fantastico della durata di 96 minuti diretto da René Clair.

## Filmografia

### Scenografo
- Il testimone, regia di Pietro Germi (1946)

- Gli ultimi giorni di Pompei, regia di Marcel L'Herbier e Paolo Moffa (1950)
- La bellezza del diavolo (La Beauté du diable), regia di René Clair (1950)
- Le signorine dello 04, regia di Gianni Franciolini (1955)
- Racconti romani, regia di Gianni Franciolini (1955)
- Peccato di castità, regia di Gianni Franciolini (1956)

### Scenografo e arredatore
- La contessa azzurra, regia di Claudio Gora (1960)

### Scenografie set
- Fabiola, regia di Alessandro Blasetti (1949)

## Riconoscimenti
- Nastro d'argento alla migliore scenografia 1950 per La bellezza del diavolo